# Österrikiska förtjänstorden
Österrikiska förtjänstorden, (tyska: Ehrenzeichen für Verdienste um die Republik Österreich, Österrikiska republikens förtjänstorden), är en orden instiftad den 2 april 1952 av Nationalrådet som belöning för framstående allmännyttiga insatser. Orden består av 15 grader.

## Historia
Österrikiska förtjänstorden instiftades 1952 av Nationalrådet. Den utdelas för att hedra personer (från Österrike och utomlands) som har utfört förtjänstfulla insatser för landet. Mottagare väljs av regeringen och utdelas av förbundspresidenten i enligt med respektive lagstiftning. Förbundspresidenten mottar automatiskt storstjärnan när han väljs till ämbetet och innehar denna ära för resten av livet. Orden bör inte förväxlas med andra dekorationer i österrikiska ordenssystemet, som till exempel "Österrike dekoration för vetenskap och konst".

## Grader
Orden är indelad i 15 grader:
1. Storstjärna (Groß-Stern).[2]
2. Stor hedersdekoration i guld med ordensband (Großes Goldenes Ehrenzeichen am Bande).[2]
3. Stor hedersdekoration i silver med ordensband (Großes Silbernes Ehrenzeichen am Bande).[2]
4. Stor hedersdekoration i guld med stjärna (Großes Goldenes Ehrenzeichen mit Stern).[2]
5. Stor hedersdekoration i silver med stjärna (Großes Silbernes Ehrenzeichen mit Stern).[2]
6. Stor hedersdekoration i guld (Grosses Goldenes Ehrenzeichen).[2]
7. Stor hedersdekoration i silver (Grosses Silbernes Ehrenzeichen).[2]
8. Stor hedersdekoration (Großes Ehrenzeichen).[2]
9. Hedersdekoration i guld (Goldenes Ehrenzeichen).[3]
10. Hedersdekoration i silver (Silbernes Ehrenzeichen).[3]
11. Förtjänstdekoration i guld (Goldenes Verdienstzeichen).[3]
12. Förtjänstdekoration i silver (Silbernes Verdienstzeichen).[3]
13. Guldmedalj (Goldene Medaille).[3]
14. Silvermedalj (Silberne Medaille).[3]
15. Bronsmedalj (Bronzene Medaille), which is no longer awarded.[3]

"Guldmedaljen för tjänster gentemot Republiken Österrike" kan också utdelas som "Guldmedalj med rött släpspänne" när den delas ut för tapperhet under livräddande handling.